# Контрада Каноника (Потенца)
Контрада Каноника (итал. Contrada Canonica) је насеље у Италији у округу Потенца, региону Базиликата.
Према процени из 2011. у насељу је живело 92 становника. Насеље се налази на надморској висини од 657 м.